# Räfsö Ångsågs Ab

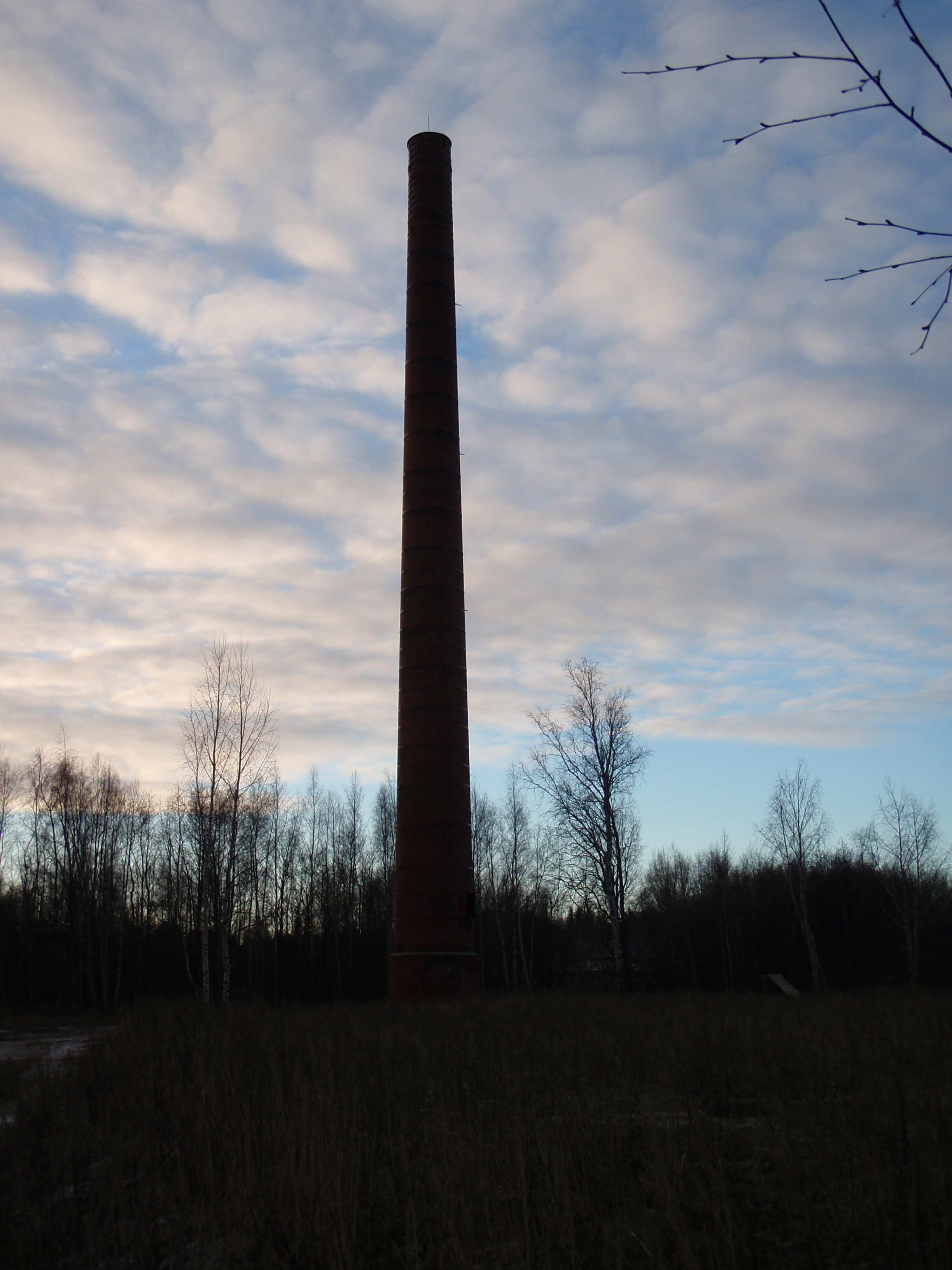
Skorstenen vid Räfsö Ångsåg.

Räfsö sågverk verkade under åren 1872–1974 i Björneborg på Räfsö. Det grundades under namnet Räfsö Ångsågs Ab. (Räfsö Ångsågs Aktiebolaget).

## Grundande och ägare
I Räfsö hade redan tidigare funnits ett sågverk, som gått i konkurs 1866 under missväxtåret.
Ångsågen grundades av affärsmannen Gustaf Tigerstedt, som flyttat från Östra Finland. Han hade bedrivit sågverksamhet också i sin hemtrakter. Han fick senatens tillstånd för en ångsåg. Men han sålde tillståndet 1871 till stockholmaren J. E. Francke.
Francke ägde en stor del av bolagets aktier. Andra ägare var bland annat kommerserådet Gustaf Sohlström från Björneborg.
Sågverket övergick 1917 till affärsmannen Alfred Kordelin från Raumo. Företaget bytte ägare 1935 till Rauma Wood Ltd och 1951 till Rauma–Repola.
Räfsö Ångsåg Ab grundade sågverk bland annat i Siuro i Nokia. Dessutom byggde företaget en stockväg över Pispalaåsen i Tammerfors.

## Sågens betydelse för Räfsö
Som mest gav sågverket jobb åt mer än 500 anställda och var i början av 1900-talet Finlands största sågverk. Tack vare sågverket blev hamnen landets största exporthamn för virke.
Den stor ångsåg förvandlade det tidigare fiske- och hamnsamhället till stor industriort. En annan stor industri på ön Reosaaren konepaja startade också sin verksamhet i början av 1900-talet.
För sågverksarbetarna byggdes ett eget bostadsområde. Dessutom fick Räfsö bland annat en egen kyrka och skola och telegraf-anslutning. Sågen bidrog också till grundandet av Räfsö FBK 1891.
Sågen hade två egna bogserbåtar, som hämtade stora timmerflottar från kustområdena kring Bottniska viken. Virke flottades också till sågen från Kumo älvdal.

## Eldsvådor och avveckling
Sågen drabbades v flera stor eldsvådor men byggdes upp igen. År 1901 brann sågen första gången. I maj 1919 brann brädgården. År 1936 förstördes fem arbetarbostäder och en 150 meter lång lagerbyggnad. Samma år brann ett annat lager. Bränderna visade sig senare vara anlagda av en kvinna.
De sista åren arbetade cirka 200 personer på sågen. Det upphörde med sin verksamhet 1974. Under många år planerade man att använda sågen som ett industrimuseum. Men den förstördes av en mordbrännare 1995. I dag står bara skorstenen kvar.